# Třebíč Nuclears
Třebíč Nuclears baseball je třebíčský baseballový klub. Byl založen roku 1982, název Třebíč Nuclears je používán od roku 1996. Tým mužů do roku 2016 hrál Českomoravskou baseballovou ligu (1. ligu), v září 2016 klub postoupil do České baseballové extraligy. Mediálními partnery klubu jsou Hitrádio Vysočina a také Český rozhlas Region, stejně tak Horácké noviny, Třebíčský deník, Třebíčský zpravodaj, 5plus2 a Třebíčské noviny.
Od roku 2011 v areálu Na hvězdě je 416 metrový ovál okolo hřiště zaledován a využíván jako bruslařská dráha. Klub používá i vlastní ledovou rolbu. V roce 2020 bylo oznámeno, že hřiště nedaleko areálu bude využíváno jako kluziště.
Hlavním trenérem je Jeff Barto.
V srpnu roku 2019 hřiště proběhl první ročník Euro Baseball Tour. Euro Baseball Tour (dále jen "EBT") je letní mládežnická baseballová liga, která je určena pro hráče věkových kategorií U11, U13, U15. 

## Úspěchy
Již v roce 1992 se oddíl žáků Třebíč Nuclears stal mistrem ČSFR, o tři roky později se oddíl kadetů zúčastnil mistrovství ČR a získal 3. místo, předtím postoupil z prvního postupového místa v oblastním přeboru jižní Moravy. Tentýž rok oddíl kadetů vybojoval 2. místo na Mistrovství kadetů v Livornu. V roce 1997 obsadil tým juniorů 2. místo na mistrovství ČR a oddíl mužů dokončil sezónu Moravské baseballové ligy (MBL) na 3. místě.
V roce 2002 tým mužů skončil na prvním místě v MBL, o rok později postoupil oddíl juniorů do juniorské extraligy. V roce 2009 se zúčastnil tým mladších žáků MČR a obsadil na této soutěži 3. místo. Tentýž rok tým kadetů ČR obsadil 3. místo na Mistrovství Evropy kadetů v Brně. Jako trenér nadhazovačů v té době působil u národního týmu Pavel Jozek z Třebíče a dva hráči Třebíče Nuclears, Lukáš Lazar a Michal Pantůček. V roce 2011 se klubu podařilo vybudovat nový baseballový stadion Na Hvězdě a uspořádali zde ME kadetů v baseballu.
Následující rok v areálu Na Hvězdě proběhla další velká mezinárodní akce Mistrovství Evropy U21. V roce 2012 se čtyři hráči Třebíče stali mistry Evropy v baseballu žáků do 12 let; mladší žáci do 10 let a starší žáci do 12 let vybojovali titul vicemistrů České republiky; muži po letech postoupili do play-off Českomoravské ligy, kde se probojovali až do semifinále; stříbrné medaile z Českého baseballového poháru přivezli starší žáci a mladší kadeti; na cenné kovy dosáhla i nejmladší soutěžní kategorie, když v Poháru mladších žáků do osmi let v T-ballu získala bronz a vyhrála turnaj divize Morava. Poprvé v historii si všechny mládežnické kategorie vybojovaly účast na českém šampionátu a Česká baseballová asociace propůjčila Třebíči Nuclears za práci s mládeží titul „Mládežnický superklub ČBA“. Přísné podmínky pro zisk tohoto označení přitom dokázaly splnit jen dva kluby z celé ČR – Nuclears a brněnští Draci.
V roce 2022 se tým mužů dostal do Playoff Extraligy.
V roce 2016 získal tým jedenáctiletých titul Mistrů ČR. V roce 2017 se tým žáků stal vítězem čtenářské ankety ankety Sportovec města Třebíče za rok 2016. Vítězství v anketě obhájili žáci týmu i v anketě za rok 2017 a junioři do 21 let za rok 2023.
V roce 2025 se v areálu Na Hvězdě chystá pořádání mistrovství Evropy hráčů do 23 let, v souvislosti s tim bude na stadionu Na Hvězdě instalována multimediální tabule.

## Výsledky v posledních sezónách

### Muži
| sezóna | soutěž             | pořadí    | poznámka |
| ------ | ------------------ | --------- | -------- |
| 2025   | Extraliga          |           |          |
| 2024   | Extraliga          | 5. místo  |          |
| 2023   | Extraliga          | 5. místo  |          |
| 2022   | Extraliga          | 5. místo  |          |
| 2021   | Extraliga          | 7. místo  |          |
| 2020   | Extraliga          | 8. místo  |          |
| 2019   | Extraliga          | 7. místo  |          |
| 2018   | Extraliga          | 7. místo  |          |
| 2017   | Extraliga          | 9. místo  |          |
| 2016   | 1. liga (ČML)      | 1. místo  |          |
| 2015   | Českomoravská liga | 2. místo  |          |
| 2014   | Českomoravská liga | 5. místo  |          |
| 2013   | Českomoravská liga | 3. místo  |          |
| 2012   | Českomoravská liga | 4. místo  |          |
| 2011   | Českomoravská liga | 8. místo  |          |
| 2010   | Českomoravská liga | 9. místo  |          |
| 2009   | Českomoravská liga | 11. místo |          |
| 2008   | Českomoravská liga | 10. místo |          |

## Hráči
- Lukáš Hlouch
- Ryan Johnson
- Pavel Jozek
- Filip Kollmann
- Miroslav Křivánek
- Lukáš Pacal
- Lukáš Smejkal
- Jan Urbánek
- Adam Veselý
- Kamil Pejchal
- Vojtěch Šabacký
- Robin Vávra